# 블루걸 맥주

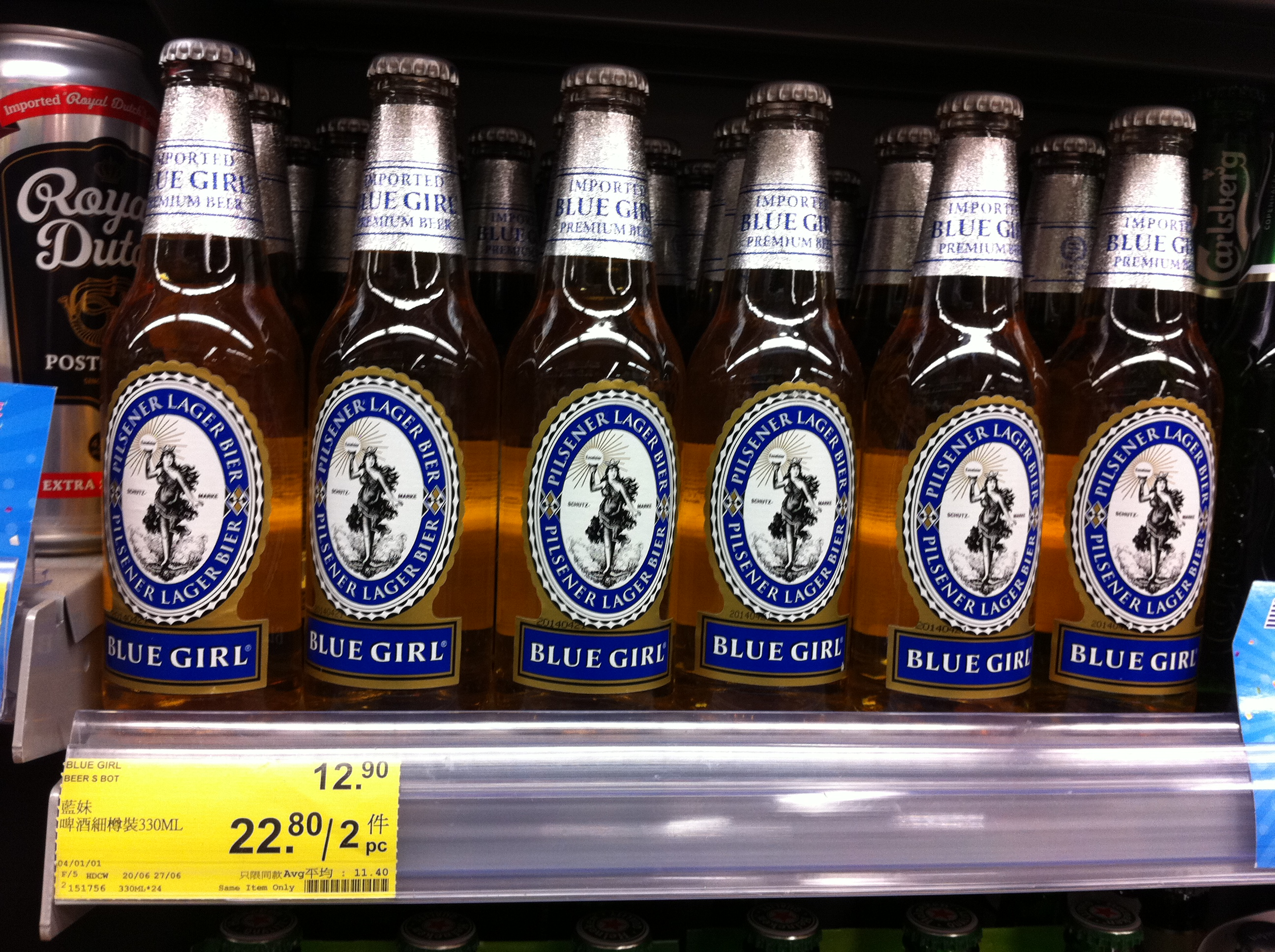
블루걸 맥주

블루걸 맥주(Blue Girl Beer, 藍妹啤酒)는 19세기에 설립된 독일의 맥주 브랜드로, 현재 대한민국의 OB 맥주를 통해 제조하고 있다.

## 역사
블루걸 맥주는 19세기에 독일 브레멘에서 최초로 양조 처리된 맥주이다. 1906년에는 블루걸 맥주가 중국계 기업인 젭슨 그룹에 인수되어 홍콩 브랜드로 완전히 정착되었다. 현재 홍콩의 맥주 업계에서의 시장 점유율은 20%를 기록하고 있는 것으로 보고되었다.

## 재료
블루걸 맥주의 주 재료는 물, 엿기름, 홉, 효모 그리고 부가물 맥주 등이 있다.

## 같이 보기
- 홍콩의 맥주(영어판)